# Le Bec-Thomas
Le Bec-Thomas é uma comuna francesa na região administrativa da Normandia, no departamento de Eure. Estende-se por uma área de 1,4 km². Em 2010 a comuna tinha 223 habitantes (densidade: 159,3 hab./km²).